# Mistrzostwa Europy w Podnoszeniu Ciężarów 1934
Mistrzostwa Europy w Podnoszeniu Ciężarów 1934 – 25. edycja mistrzostw Europy w podnoszeniu ciężarów, która odbyła się między 9 a 10 listopada 1934 w Genui (Włochy). Startowali tylko mężczyźni w 5 kategoriach wagowych.

## Medaliści
| Kategoria: | Złoto:                    | Wynik    | Srebro:           | Wynik    | Brąz:              | Wynik    |
| 60 kg      | Attilio Bescape           | 285 kg   | Max Walter        | 285 kg   | Franz Andrysek     | 282,5 kg |
| 67,5 kg    | René Duverger Robert Fein | 312,5 kg | –                 | –        | Adolf Wagner       | 295 kg   |
| 75 kg      | Rudolf Ismayr             | 347,5 kg | Theodor Heitzmann | 332,5 kg | Karl Hipfinger     | 330 kg   |
| 82,5 kg    | Fritz Haller              | 370 kg   | Eugen Deutsch     | 365 kg   | Josef Zeman        | 342,5 kg |
| + 82,5 kg  | Václav Pšenička           | 385 kg   | Josef Manger      | 382,5 kg | Josef Strassberger | 382,5 kg |

## Klasyfikacja medalowa
| Miejsce | Reprezentacja  | Złoto | Srebro | Brąz | Razem |
| 1.      | Austria        | 2     | 1      | 3    | 6     |
| 2.      | III Rzesza     | 1     | 3      | 2    | 6     |
| 3.      | Czechosłowacja | 1     | 0      | 0    | 1     |
| 3.      | Francja        | 1     | 0      | 0    | 1     |
| 3.      | Włochy         | 1     | 0      | 0    | 1     |